# Brassica rapa
A Brassica rapa é uma espécie de planta angiospérmica, constituída por diversas subespécies vastamente cultivadas, como a couve-chinesa ou o nabo. O óleo extraído das suas sementes é chamado de óleo de canola ou óleo de colza.
É sinónimo de Brassica rapa sub. campestris. 

## Portugal
Trata-se de uma subespécie presente no território português, nomeadamente em Portugal Continental. 

## Cultivars
| Cultivar           | Image | Name                               |
| ------------------ | ----- | ---------------------------------- |
| Bomdong            |       | Brassica rapa var. glabra          |
| Choy sum           |       | Brassica rapa subsp. parachinensis |
| Couve-chinesa      |       | Brassica rapa subsp. pekinensis    |
| Komatsuna          |       | Brassica rapa subsp. perviridis    |
| Mizuna             |       | Brassica rapa var. niposinica      |
| Mostarda amarela   |       | Brassica rapa subsp. trilocularis  |
| Mostarda silvestre |       | Brassica rapa subsp. oleifera      |
| Nabo               |       | Brassica rapa subsp. rapa          |
| Pak choy           |       | Brassica rapa subsp. chinensis     |
| Rapini             |       | Brassica rapa var. ruvo            |
| Tatsoi             |       | Brassica rapa subsp. narinosa      |